# اتفاقية إيفورا مونتي

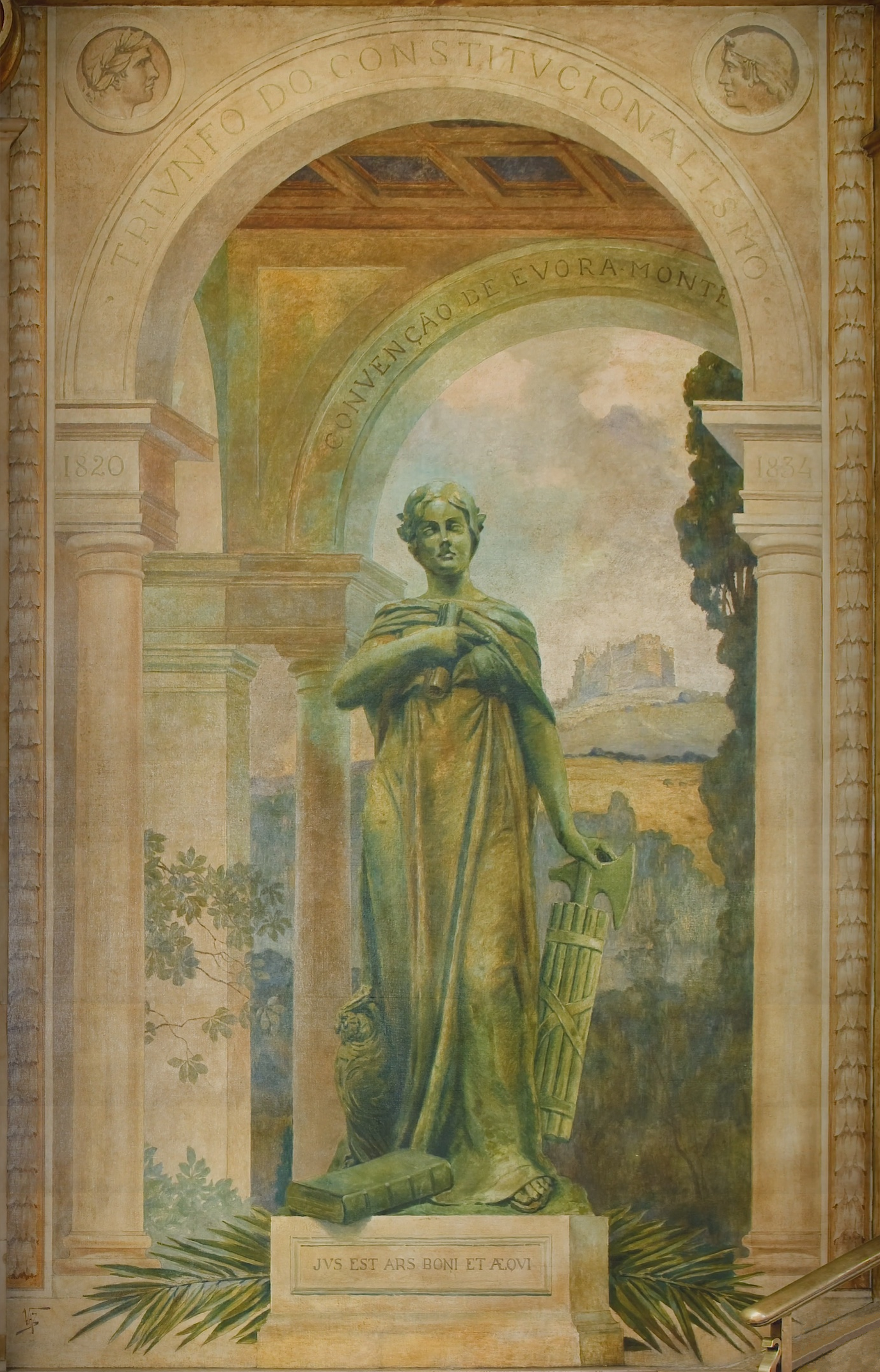

إتفاقية إيفورا مونتي أو تنازل إيفورا مونتي هي إتفاقية تنازل عن العرش، جرت بين اللليبيرالين البرتغال (المعارضة) وميغيلون (أصحاب السلطة الحالية) التي نهت حرب الأخوين جزء من حروب الليبيرالية عام (1828-1834) تم توقيعها في إيفورامونتي في وسط ألينتيخو بانتصار بيدرو الأول المتنازل عن العرش البرازيلي لصالح أبنه الأصغر من زوجته الأولى بيدرو الثاني عام 1831 ليترأس جيوش اليبيرالية ضضد سلطة أخيه ميغيل الأول الذي تم اعتراف به من قبل الكرسي الرسولي والولايات المتحدة وإسبانيا ولكنها سحبت هذا الأعتراف في وقت اللاحق.

## ميغيل الأول
ميغيل هو ابن جواو السادس وشارلوتا خواكينا وولد في عهد جدته المجنونة قد خرج وعاد مع والده وووالدته من البرتغال عام 1807 وعادوا عليها عام 1821 وقاد تمرداً ضد والده بدعم من والدته ولكن فشل وتم نفيه نحو النمسا ولكن عاد عام 1826 بصفة الوصي العرش على أبنة أخيه ماريا دا غلوريا وأن يكون زوجها وافق ميغيل على شروط أخيه بيدرو، وفي عام 1828 قاد بعض الطلاب ورجال الدين مظاهرات تؤيد ميغيل ملكاً عليهم حل ميغيل البرلمان دون دعوة إلى الأنتخاب غاردت البرلمان إلى جرز البرتغالية البعيدة منها جزيرة تيرسييرا إحدى جرز الأزور وأيضا أيدت جزيرة ماديرا الحكومة المعارضة ولكن بقية المدن والمقاطعات أصبحت تؤيد ميغيل، في عام 1831 تنازل بيدرو عن العرش البرازيل لأبنه الصغير وقاد الحكومة المعارضة ضد أخيه الملك وبدأت سلسلة فيما عرفت تاريخيا بحرب الأخوين والتي انتهت توقيع هذه المعاهدة في 26 مايو 1834 حيث تنازل ميغيل الملك عن عرشه لصالح أبنة أخيه وغادر البلاد في المرة الأخيرة حيث لم يراها أبداً نحو جنوة حيث احتاجا هناك ضد اتقافية في المحاكم الأوروبية ولكن دون جدوى إلى أن فرق الموت عام 1853 في منقطة بافاريا.

## مواد إتفاقية
احتوات إتفاقية على (9) مواد وباضافة إلى (4) مواد أخرى.